# Bordetel·la broncosèptica
La bordetel·la broncosèptica (Bordetella bronchiseptica) és un eubacteri del gènere bordetel·la, i és l'agent causal de la bronquitis infecciosa. Està molt relacionat amb B. pertussis.
La bordetel·la broncosèptica infecta el tracte respiratori d'animals petits com gats, gossos, conills. Els humans no són els portadors d'aquest bacteri.
Bordetel·la broncosèptica no expressa la toxina pertússica, que és un dels factors de virulència de B. pertussis, tot i que conté els gens per fer-ho, cosa que ens indica la relació evolutiva que hi ha entre les dues espècies.,